# Galleri Rostrum
Galleri Rostrum är ett föreningsägt konstgalleri på Gamla Väster i Malmö, grundat år 1985.
Galleri Rostrum startades av en grupp konstnärer på bakgården till Södra Förstadsgatan 63 och flyttade senare till de nuvarande lokalerna på Västergatan 21. Galleriet drivs av en förening av omkring 25 konstnärer som gemensamt sköter allt och årligen arrangerar ett tiotal utställningar, varav två för medlemskonstnärerna och de övriga för inbjudna konstnärer inom alla slags konstformer. Man arrangerar även "Art After Work"-kvällar varje vecka med olika gästframträdanden och program, samt turnerande utställningsverksamhet i Sverige under namnet "Hållplatser" och internationellt utställningsutbyte mellan konstnärsgrupper, "Artist to Artist" (A2A), i till exempel Paris, Berlin och Amsterdam. 